# 乙酸钍
乙酸钍是一种无机化合物，化学式为Th(CH3COO)4。除了正盐外，乙酸钍还能形成碱式盐。

## 制备及性质
乙酸钍可以由四氯化钍与冰乙酸共热反应得到。氢氧化钍和乙酸，或硝酸钍和乙酸酐反应，也能得到乙酸钍。
乙酸钍在减压下对热稳定，而另一种四价元素锆的四乙酸盐则会分解为碱式盐和乙酸酐。